# Mikayla Mendez
Mikayla Mendez (Burbank, 29 augustus 1980) is een Amerikaanse pornoactrice.

## Persoonlijk leven
Mikayla Mendez werd geboren als Melissa Padilla in Burbank en groeide op in Santa Clarita Valley.

## Carrière
In 2003, op 23-jarige leeftijd, begon haar carrière in de porno-industrie. Sindsdien acteerde ze in 120 pornofilms. Aanvankelijk werkte ze onder de artiestennaam Mikayla, totdat ze een contract ondertekende met filmstudio Wicked Pictures. Ze werd genomineerd voor tal van AVN Awards. Om persoonlijke redenen beëindigde ze haar carrière in 2009.

## Filmografie
- 2004: Jack’s Playground 10
- 2004: Babes Illustrated 14
- 2006: Big Giant Titties 3
- 2007: Girlvana 3
- 2008: Bad Girls
- 2008: Cheating Wives Tales 11
- 2009: Couples Camp
- 2009: The Mikayla Chronicles
- 2009: Mikayla’s Mind

## Prijzen
| Jaar | Prijs     | Resultaat   | Categorie                     | Voor haar optreden in                                |
| ---- | --------- | ----------- | ----------------------------- | ---------------------------------------------------- |
| 2008 | AVN Award | Genomineerd | Unsung Starlet of the Year    | n.v.t                                                |
| 2009 | AVN Award | Genomineerd | Best All-Girl 3-Way Sex Scene | No Man’s Land 43 (met Audrey Bitoni en Vic Sinister) |
| 2009 | AVN Award | Genomineerd | Best Group Sex Scene          | The Wicked                                           |
| 2010 | AVN Award | Genomineerd | Best All-Girl 3-Way Sex Scene | 2040 (met Jessica Drake en Kaylani Lei)              |
| 2010 | AVN Award | Genomineerd | Best Threeway Sex Scene       | 2040                                                 |
| 2010 | AVN Award | Genomineerd | Best Group Sex Scene          | 2040                                                 |